# Lê Văn Trường
Lê Văn Trường (sinh ngày 25 tháng 12 năm 1995) là một cầu thủ bóng đá người Việt Nam hiện đang thi đấu cho câu lạc bộ bóng đá Khánh Hòa ở vị trí thủ môn.

## Thành tích
U–19 Việt Nam
 Á Quân: Giải vô địch bóng đá U19 Đông Nam Á: 2013, 2014
 Á Quân: Hassanal Bolkiah Trophy: 2014